# Asterobemisia paveli
Asterobemisia paveli là một loài côn trùng cánh nửa trong họ Aleyrodidae, phân họ Aleyrodinae.
Asterobemisia paveli được Zahradnik miêu tả khoa học đầu tiên năm 1961.